# Voor de overlevenden
Voor de overlevenden is het tweede album van Boudewijn de Groot, verschenen in hetzelfde jaar als zijn titelloze debuutalbum. Op dit album staan onder meer de hits Het Land van Maas en Waal met de bekende B-kant Testament en Verdronken vlinder.
Tegelijk met het album bracht uitgeverij De Bezige Bij een gelijknamig boek uit met de teksten van dit en het vorige album van De Groot. Op 10 september 1966 werden de liedjes van het album gepresenteerd in een tv-special, geregisseerd door Rob Touber.
Het album werd bekroond met een platina plaat en De Groot ontving er een Edison voor.

## Tracklist
Alle teksten zijn geschreven door Lennaert Nijgh tenzij anders vermeld, alle muziek is geschreven door Boudewijn de Groot.
| Nr. | Titel                                        | Duur |
| --- | -------------------------------------------- | ---- |
| 1.  | Voor de overlevenden                         | 3:00 |
| 2.  | Lied voor een kind dat bang is in het donker | 2:52 |
| 3.  | De wilde jager                               | 3:52 |
| 4.  | Naast jou                                    | 3:32 |
| 5.  | Testament                                    | 3:15 |
| 6.  | De vrienden van vroeger                      | 2:57 |

| Nr. | Titel                                                  | Duur |
| --- | ------------------------------------------------------ | ---- |
| 1.  | Ze zijn niet meer als toen (tekst: Boudewijn de Groot) | 2:52 |
| 2.  | Zonder vrienden kan ik niet                            | 1:47 |
| 3.  | Het Land van Maas en Waal                              | 3:00 |
| 4.  | Verdronken vlinder                                     | 2:27 |
| 5.  | Beneden alle peil                                      | 3:08 |
| 6.  | Ken je dat land                                        | 2:34 |

## Medewerkers
Personen die meewerkten aan Voor de overlevenden:
- Boudewijn de Groot – muziek; zang
- Lennaert Nijgh – teksten
- Orkest op De wilde jager en Naast jou o.l.v. Ger van Leeuwen – arrangementen, orkestleiding
- Orkest overige tracks o.l.v. Bert Paige – arrangementen, orkestleiding
- Tony Vos – productie
- Albert Kos, Gerard Beckers en Frans Naber (De wilde jager en Naast jou) – geluidstechniek
- Eric Wondergem – hoesontwerp
- Rob Bosboom – fotografie albumhoes